# Scytinostroma caudisporum
Scytinostroma caudisporum är en svampart som beskrevs av Boidin, Lanq. & Gilles 1987. Scytinostroma caudisporum ingår i släktet Scytinostroma och familjen Lachnocladiaceae.   Inga underarter finns listade i Catalogue of Life.